# Ајзинген (Баден)
Ајзинген (њем. Eisingen) општина је у њемачкој савезној држави Баден-Виртемберг. Једно је од 28 општинских средишта округа Енцкрајс. Према процјени из 2010. у општини је живјело 4.472 становника. Посједује регионалну шифру (AGS) 8236011.

## Географски и демографски подаци
Ајзинген се налази у савезној држави Баден-Виртемберг у округу Енцкрајс. Општина се налази на надморској висини од 306 метара. Површина општине износи 8,0 km². У самом мјесту је, према процјени из 2010. године, живјело 4.472 становника. Просјечна густина становништва износи 556 становника/km².

## Међународна сарадња
| Мјесто          | Држава  | Врста сарадње | Од    |
| --------------- | ------- | ------------- | ----- |
| Сан Поло д`Енца | Италија | партнерство   | 1989. |
| Извор           |         |               |       |